# Saint Vincent và Grenadines tại Thế vận hội
Saint Vincent và Grenadines đã xuất hiện tại 8 kỳ Thế vận hội Mùa hè. Quốc gia này chưa từng tham gia Thế vận hội Mùa đông. Tới nay, chưa vận động viên Saint Vincent và Grenadines nào giành được huy chương Thế vận hội.
Ủy ban Olympic quốc gia của Saint Vincent và Grenadines được thành lập năm 1982 và được Ủy ban Olympic Quốc tế công nhận năm 1987.

## Bảng huy chương

### Huy chương tại các kỳ Thế vận hội Mùa hè
| 1896–1984           | không tham dự | không tham dự | không tham dự | không tham dự | không tham dự |
| Seoul 1988          | 0             | 0             | 0             | 0             |               |
| Barcelona 1992      | 0             | 0             | 0             | 0             |               |
| Atlanta 1996        | 0             | 0             | 0             | 0             |               |
| Sydney 2000         | 0             | 0             | 0             | 0             |               |
| Athens 2004         | 0             | 0             | 0             | 0             |               |
| Bắc Kinh 2008       | 0             | 0             | 0             | 0             |               |
| Luân Đôn 2012       | 0             | 0             | 0             | 0             |               |
| Rio de Janeiro 2016 | 0             | 0             | 0             | 0             |               |
| Tokyo 2020          | chưa diễn ra  |               |               |               |               |
| Tổng số             | 0             | 0             | 0             | 0             |               |